# Fernanda Gentil
Fernanda Machado Soares Gentil (Rio de Janeiro, 23 de novembro de 1986) é uma jornalista e apresentadora brasileira.

## Carreira
Fernanda é formada em jornalismo pela Pontifícia Universidade Católica do Rio de Janeiro (PUC-Rio). Trabalhou na TV Esporte Interativo como repórter e apresentadora, na emissora ganhou notoriedade e seguiu para o canal esportivo SporTV, das Organizações Globo. Desde 2012 é apresentadora titular do Placar da Rodada no Jornal da Globo e apresentadora eventual do Globo Esporte. Em 2013 foi considerada a musa da Copa das Confederações, após sua atuação na cobertura ao vivo da seleção brasileira na competição. Em 2014 apresentou o Rumo à Copa, ao lado de Cristiane Dias, como "esquenta" para a Copa do Mundo. Paralelamente, Fernanda escreve em seu blog pessoal de forma descontraída. e ainda nesse ano apresenta até dezembro, o Globo Esporte SP.
Em 8 de março de 2015, Fernanda começou a apresentar o quadro "Mamãe Gentil" dentro do programa Esporte Espetacular no qual tem acompanhamento de especialistas para alimentação e exercícios físicos para as gestantes.
Em 6 de julho de 2015, Fernanda assume a edição carioca do Globo Esporte, no lugar de Alex Escobar. Fernanda ficou no Globo Esporte carioca até setembro de 2016, quando assumiu o Esporte Espetacular ao lado do ex-judoca Flávio Canto.
Em junho de 2017, Fernanda Gentil estreou na equipe esportiva da Rádio Globo, apresentando o programa Convocadas, ao lado de Vanessa Riche e repórteres femininas do Futebol Globo no Rádio. Em 26 de julho, é anunciado que ela passará a apresentar, as terças, o programa Papo de Almoço, no lugar de Mônica Martelli, que deixou a atração.  em 2017  dublou um personagem na animação Carros 3 (2017).
Em 9 de dezembro de 2018, Gentil deixa o comando do Esporte Espetacular para se dedicar ao Entretenimento da Globo. Em 30 de setembro de 2019, Gentil estreia o programa Se Joga, exibido de segunda a sexta nas tardes da Globo. Na mesma semana, no dia 03 de outubro é lançado no cinema o primeiro filme de Fernanda Gentil como atriz, Ela Disse, Ele Disse, onde interpreta a personagem Paloma.
Fernanda Gentil rompeu amigavelmente seu contrato com a Globo após uma parceria de 15 anos. Ela fez isso em nome do bem-estar emocional e da busca por recriar a carreira. O anuncio foi feito dia 20 de março de 2023.

## Vida pessoal
Em 2006 começou a namorar o empresário Matheus Braga, com quem foi casada entre 2013 e 2016 e teve um filho, Gabriel, nascido em 28 de agosto de 2015. Além disso Fernanda tem um filho adotivo, Lucas, que adotou em 2009 com apenas um ano de vida após sua tia falecer. Em 29 de setembro de 2016 revelou ser bissexual e que estava namorando a jornalista Priscila Montandon. Elas se casaram em 25 de novembro de 2018.

## Filmografia

### Televisão
| Ano     | Título              | Emissora           | Função        | Notas             |
| ------- | ------------------- | ------------------ | ------------- | ----------------- |
| 2009    | É Gol!              | SporTV             | Repórter      |                   |
| 2010–11 | É Gol!              | SporTV             | Apresentadora |                   |
| 2010    | Bom Dia África      | SporTV             | Apresentadora |                   |
| 2011–13 | Jornal da Globo     | TV Globo           | Colunista     | Bloco de esportes |
| 2013–15 | Esporte Espetacular | TV Globo           | Repórter      |                   |
| 2014    | Rumo à Copa         | TV Globo           | Apresentadora |                   |
| 2014    | Globo Esporte SP    | TV Globo São Paulo | Apresentadora | Durante as férias |
| 2015–16 | Globo Esporte       | TV Globo           | Apresentadora |                   |
| 2016–18 | Esporte Espetacular | TV Globo           | Apresentadora |                   |
| 2019–21 | Se Joga             | TV Globo           | Apresentadora |                   |
| 2020    | É de Casa           | TV Globo           | Repórter      |                   |
| 2021    | Zig Zag Arena       | TV Globo           | Apresentadora |                   |
| 2022    | Mais Você           | TV Globo           | Repórter      |                   |

### Cinema
| Ano  | Título               | Função |
| ---- | -------------------- | ------ |
| 2019 | Ela Disse, Ele Disse | Paloma |

## Prêmios e Indicações
| Ano  | Prêmio                    | Categoria                                | Trabalho            | Resultado | Ref.   |
| ---- | ------------------------- | ---------------------------------------- | ------------------- | --------- | ------ |
| 2014 | Prêmio F5                 | Apresentador do Ano (jornalismo/esporte) | Globo Esporte       | Indicado  | [ 17 ] |
| 2014 | Melhores do Ano           | Melhor Repórter de Jornalismo            | Globo Esporte       | Venceu    | [ 18 ] |
| 2014 | Prêmio Extra de Televisão | Personalidade do Esporte                 | Globo Esporte       | Venceu    | [ 19 ] |
| 2019 | Prêmio Jovem Brasileiro   | Melhor Apresentadora                     | Esporte Espetacular | Indicado  |        |
| 2021 | Meus Prêmios Nick         | Artista de TV Feminino                   | Se Joga             | Indicado  |        |